# Рогожино (станция)
Рогожино — железнодорожный разъезд Приволжской железной дороги недалеко от хутора Рогожин городского округа Михайловка.

## Движение по разъезду
По состоянию на январь 2021 года через разъезд курсируют следующие поезда:
| Обращение пригородных поездов | Обращение пригородных поездов | Обращение пригородных поездов | Обращение пригородных поездов |
| № поезда                      | Маршрут движения              | № поезда                      | Маршрут движения              |
| ----------------------------- | ----------------------------- | ----------------------------- | ----------------------------- |
| 6517                          | Арчеда — Урюпино              | 6518                          | Урюпино — Арчеда              |